# Faded Love (Leony)
Faded Love è un singolo della cantante tedesca Leony, pubblicato il 15 gennaio 2021 come primo estratto dal primo album in studio Somewhere in Between.

## Descrizione
Il brano riprende la melodia di Dragostea din tei del gruppo musicale moldavo O-Zone.

## Tracce
Testi e musiche di Leonie Burger, Dan Bălan, Mark Becker e Vitali Zestovskih.
Download digitale
1. Faded Love – 2:28

Download digitale – Noøn Remix
1. Faded Love (Noøn Remix) – 2:29

## Formazione
- Leony – voce
- Mark Becker – produzione
- Vitali Zestovskih – produzione
- Nikodem Milewski – mastering, missaggio

## Classifiche

### Classifiche settimanali
| Classifica (2021) | Posizione massima |
| ----------------- | ----------------- |
| Austria           | 11                |
| Belgio (Fiandre)  | 31                |
| Croazia           | 27                |
| Germania          | 17                |
| Paesi Bassi       | 58                |
| Slovenia          | 7                 |
| Svizzera          | 24                |

### Classifiche di fine anno
| Classifica (2021) | Posizione |
| ----------------- | --------- |
| Austria           | 47        |
| Croazia           | 100       |
| Germania          | 46        |
| Svizzera          | 75        |